# Sigmaringendorf
Sigmaringendorf es un municipio alemán perteneciente al distrito de Sigmaringa en el estado federado de Baden-Wurtemberg.

## Hermanamientos
La localidad de Sigmaringendorf ha firmado vínculos de cooperación perdurables, en carácter de hermanamientos, con las siguientes ciudades:
- Rafaela, Provincia de Santa Fe, Argentina (25 de octubre de 1994)[2]